# Општина Гламоч
Општина Гламоч је општина у Кантону 10, Федерација Босне и Херцеговине, БиХ. Сједиште општине се налази у Гламочу. Према подацима пописа становништва 2013. године, у општини Гламоч је укупно пописано 3.860 лица.

## Географија
Простор Гламоча и гламочке општине обухвата типичан крашки крај са два геоморфолошка подручја — пространу раван Гламочког поља од око 129 km² површине и много веће подручје планинских била и крашких висоравни од око 867 km².

### Гламочко поље
Гламочко поље је пространа и доста затворена крашка равница која је издужена правцем СЗ-ЈИ око 45 км. Поље је најшире, 12 км, у свом централном дијелу на правцу Гламоч – Подгреда. Најуже је између Видимлија и Осоја гдје су се планинске стране, које га уоквирују, приближиле на само 700 м.

### Планине
Са свих страна Гламочко поље је просто забарикадирано високим крашким планинама које су се испеле на 2.006 м над нивоом мора и 1.100 м над нивоом поља. Почев од крајњег југоистока ове крашке висоравни и планинска била надовезују се једна на другу овим редом: Цинцар 2.006 метара, Малован 1.830 м, Курљај 1.590 м, Виторог 1.910 м, Чардак 1.604 м, Млиништа 1.230 м, Риђуша 1.361 м, Овчар 1.578 м, Буковача 1.651 м, Црни врх 1.359 м, Боровњача 1.040 м, Шатор 1.876 м, Старетина 1.490 м, Чатрња 1.634 м, Голија 1.890 м, Корићина 1.172 м и Круг 1.297 м. Овај планински ланац одваја Гламочко поље од долине Врбаса, Пливе, Сане и Унца, Граховског, Ливањског и Купрешког поља правећи од њега на тај начин доста затворену и изоловану цјелину.

### Хидрологија
Основне хидролошке карактеристике овог простора у односу на сусједна подручја су помањкање воде, типична крашка хидрографска слика, пространи планински пашњаци и велики шумски комплекси.
Вода је у овом крају највећи проблем, може се рећи ограничавајући фактор у развоју општине. Према годишњој количини падавина воде је и више него што треба; проблем је што је она концентрисана у зимском периоду, док љети наступају суше. Љети се за снабдјевање становници највише користе водом из бунара и чатрња. Ове се воде ријетко филтрирају па често долази до појаве стомачних обољења. Само је неколицина сеоских насеља успјешно ријешила проблем снабдјевања водом.
Највеће језеро у Гламочкој општини је језеро Храст површине 25.000 м². Ту су још два мања језера: Шаторско површине 8.000 м² и језеро Бусија површине 4.000 м².

### Клима
У климатском погледу цијели гламочки крај припада планинском крашком климату са кратким, сушним и свјежим љетом и веома дугим, сњежним и суровим зимама. Прољећно и јесење вријеме овде врло кратко трају. Већ од септембра јављају се први сњегови, који формирају доста високи сњежни покривач, који се отопи тек средином маја. Децембар, јануар и фебруар увијек имају просјечну температуру испод нуле. Љети температура ријетко када прелази 20° C, а обично се креће око 15° C. Просјечна годишња температура износи 7,2° C. Над гламочким крајем током године падне просјечно изнад 1.480 mm падавина, од чега у хладнијем дијелу године више од четири петине.

## Историја
Током распада Југославије и рата у Босни, општина Гламоч и цело Гламочко поље су били под контролом Војске Републике Српске. У љето 1995. године, ХВ и ХВО спроводе војну операцију „Љето ’95“, током које су заузети ови простори, а Срби протерани.
Крајем 1995, када је потписан Дејтонски мировни споразум, општина Гламоч је била готово потпуно напуштена. Једини Срби који су остали били су старије особе у изолованим, удаљеним селима. Град Гламоч је претрпео знатна разарања током рата.

#### Повјереништво за Општину Гламоч
Повјереништво за Општину Гламоч је формирано 1996. године на основу Тачке 2. Амандмана XXXV на Устав Републике Српске и Тачке 2. Одлуке о образовању повјереништава за општине односно подручја која су у цјелини или дјелимично ушла у састав Федерације БиХ. Повјереништво општине извршава налоге Народне скупштине, Предсједника Републике и Владе Републике Српске и врши послове из надлежности Скупштине општине и Извршног одбора ускладе са законом. Сједиште повјереништва је било у Бања Луци. Повјереништво је образовано у сљедећем саставу:
1. Милош Чегар, предсједник,
2. Недељко Бабић,
3. Саво Ђорда
4. Милан Бојиновић,
5. Бранко Ћулум,
6. Недељко Ђукић,
7. Мирко Талијан.

## Насељена мјеста
Општина Гламоч обухвата 55 насељена мјеста, од којих је само Гламоч градског карактера. Општина је у периоду од 1992. до 1995. била у саставу Републике Српске, да би након потписивања Дејтонског споразума припала Федерацији БиХ. Насељена мјеста Оџак, Прибеља, Хасанбеговци, Хотковци и Хрбине су дјелимично припала Републици Српској (општина Шипово).
| - Бабића Брдо - Биличић - Ваган - Видимлије - Врба - Главица - Гламоч - Долац - Драгњић - Дубраве - Ђуличан | - Заглавица - Зајаруга - Исаковци - Јакир - Камен - Карајзовци - Карловац - Ковачевци - Копић - Корићна - Красинац | - Малкочевци - Мало Село - Маслина Страна - Младешковци - Опачић - Оџак - Пердухово Село - Петрово Врело - Подглавица - Подградина - Подгреда | - Подкрај - Поповићи - Прибеља - Пријани - Радаслије - Рајићке - Рељино Село - Роре - Рудине - Скуцани - Старо Село | - Стекеровци - Ћирићи - Ћослије - Халапић - Хасанбеговци - Хасићи - Хозићи - Хотковци - Хрбине - Црни Врх - Шумњаци |

## Политичко уређење

### Општинска администрација
Начелник Општине представља и заступа Општину и врши извршну функцију у Гламочу. Избор начелника се врши у складу са изборним Законом БиХ. Општинску администрацију, поред начелника, чини и скупштина општине. Институционални центар Општине Гламоч је насеље Гламоч, гдје су смјештени сви општински органи.
Начелник Општине Гламоч је Небојша Радивојша испред Савеза независних социјалдемократа, који је на ту функцију ступио након локалних избора у Босни и Херцеговини 2024. године. Састав скупштине Општине Гламоч је приказан у табели.

## Саобраћај
Осим путног саобраћаја у Гламочу се налази и писта Сухопоље, удаљена од центра општине 4 km. Конфигурација Гламочког поља је таква да авиони могу слетати на неколико мјеста.

## Становништво
У јулу 1995. током рата у БиХ здружене јединице војске Републике Хрватске и Хрватског вијећа обране заузеле су подручје Гламоча, што је изазвало егзодус готово целокупног српског становништва. По кућама протераних и избјеглих Срба населили су се Хрвати. Од краја рата до данас повратак Срба тече споро, али је постојан. 
На попису становништва 2013. године, општина Гламоч је имала 3.860 становника, следећег националног састава:
|                      | 2013.          | 1991.           | 1981.           | 1971.           | 1961.           |
| Укупно               | 3 860 (100,0%) | 12 593 (100,0%) | 14 120 (100,0%) | 16 979 (100,0%) | 15 835 (100,0%) |
| Срби                 | 1 679 (43,50%) | 9 951 (79,02%)  | 11 106 (78,65%) | 13 870 (81,69%) | 12 904 (81,49%) |
| Бошњаци              | 1 251 (32,41%) | 2 257 (17,92%)1 | 2 276 (16,12%)1 | 2 621 (15,44%)1 | 1 413 (8,923%)1 |
| Хрвати               | 906 (23,47%)   | 184 (1,461%)    | 238 (1,686%)    | 378 (2,226%)    | 461 (2,911%)    |
| Неизјашњени          | 11 (0,285%)    | –               | –               | –               | –               |
| Босанци              | 4 (0,104%)     | –               | –               | –               | –               |
| Остали               | 3 (0,078%)     | 83 (0,659%)     | 98 (0,694%)     | 57 (0,336%)     | 16 (0,101%)     |
| Црногорци            | 2 (0,052%)     | –               | 6 (0,042%)      | 11 (0,065%)     | 15 (0,095%)     |
| Албанци              | 1 (0,026%)     | –               | 4 (0,028%)      | 9 (0,053%)      | 2 (0,013%)      |
| Роми                 | 1 (0,026%)     | –               | –               | –               | –               |
| Муслимани            | 1 (0,026%)     | –               | –               | –               | –               |
| Босанци и Херцеговци | 1 (0,026%)     | –               | –               | –               | –               |
| Југословени          | –              | 118 (0,937%)    | 389 (2,755%)    | 31 (0,183%)     | 1 020 (6,441%)  |
| Македонци            | –              | –               | 3 (0,021%)      | 2 (0,012%)      | 2 (0,013%)      |
| Словенци             | –              | –               | –               | –               | 2 (0,013%)      |

1. 1 На пописима од 1971. до 1991. Бошњаци су пописивани углавном као Муслимани.

Иако су Срби у Гламочу најбројнији они не могу да у школи уче српски језик.